# Meijin femminile 34
La 34ª edizione del Meijin femminile si è disputata tra il 20 ottobre 2022 e il 17 aprile 2023. Ueno Asami Tachiaoi ha vinto il torneo per la determinazione della sfidante, e nella finale ha sconfitto la detentrice del titolo, Fujisawa Rina, conquistando il titolo per la prima volta.

## Torneo per la selezione della sfidante
Il torneo per la selezione della sfidante ha visto la partecipazione di sette goiste, di cui quattro (Nakamura Sumire Kisei femminile, Ueno Asami Tachiaoi, Xie Yimin 7d e Suzuki Ayumi 7d) hanno avuto un posto in virtù del piazzamento ottenuto nella lega dell'edizione precedente, mentre tre (Nyu Eiko Saikyo femminile, Izumi Kobayashi 7d e Ueno Risa 2d) si sono qualificate tramite un torneo preliminare.
| Giocatrice               | Nakamura Sumire | Ueno Asami | Xie Yimin | Suzuki Ayumi | Nyu Eiko | Izumi Kobayashi | Ueno Risa | Risultato | Risultato  |
| ------------------------ | --------------- | ---------- | --------- | ------------ | -------- | --------------- | --------- | --------- | ---------- |
| Nakamura Sumire Kisei f. | -               | X          | B+R       | N+R          | B+R      | N+R             | B+R       | 5-1       | 2          |
| Ueno Asami Tachiaoi      | B+3,5           | -          | N+R       | B+R          | N+R      | B+R             | N+R       | 6-0       | Sfidante   |
| Xie Yimin 7d             | X               | X          | -         | X            | X        | N+R             | B+R       | 2-4       | Retrocessa |
| Suzuki Ayumi 7d          | X               | X          | B+R       | -            | X        | X               | X         | 1-5       | Retrocessa |
| Nyu Eiko Saikyo          | X               | X          | N+R       | B+R          | -        | N+R             | X         | 3-3       | 3          |
| Izumi Kobayashi 7d       | X               | X          | X         | N+7,5        | X        | -               | X         | 1-5       | Retrocessa |
| Ueno Risa 2d             | X               | X          | X         | B+R          | N+0,5    | B+4,5           | -         | 3-3       | 3          |

## Finale
La finale è stata una sfida al meglio delle tre partite tra la campionessa in carica Fujisawa Rina Meijin femminile e la vincitrice del torneo per la sfidante, Ueno Asami Tachiaoi.
| Giocatrice              | 1 14 aprile | 2 17 aprile | 3 19 aprile | T |
| ----------------------- | ----------- | ----------- | ----------- | - |
| Fujisawa Rina Meijin f. |             |             |             | 0 |
| Ueno Asami Tachiaoi     | B+R         | N+R         |             | 2 |

Vincendo entrambe le prime due partite, Ueno Asami ha conquistato per la prima volta il titolo di Meijin femminile, ponendo fine a cinque vittorie consecutive di Fujisawa Rina.